# 에릭 존슨 (음악가)
에릭 존슨(Eric Johnson, 1954년 8월 17일 ~ )은 미국의 가수 겸 기타리스트이다.